# Всеармянский фонд «Айастан»
Всеармянский фонд «Айаста́н» (арм. «Հայաստան» համահայկական հիմնադրամ — букв. «Всеармянский фонд „Армения“») — армянская благотворительная организация, реализующая проекты в Армении, а ранее — также в непризнанной Нагорно-Карабахской Республике (НКР).
Фонд основан в 1992 году указом президента Армении Левона Тер-Петросяна. Управляется советом попечителей во главе с действующим президентом Армении, а также исполнительным комитетом, находящимся в Ереване. Имеет 19 филиалов и партнёрских организаций, занимающихся сбором средств и расположенных в США, Канаде, Аргентине, Уругвае, Австралии, Европе, Армении, Ливане и на Кипре.
Проводит благотворительные телемарафоны в Лос-Анджелесе (с 1996 года), а также в Европе, Аргентине и Уругвае. В ходе телемарафона 2010 года было собрано 20,8 миллионов долларов, которые были потрачены на решение проблемы питьевой и поливной воды в селах НКР и на реализацию комплексных программ развития приграничных сёл Армении и НКР.
Реализовал около 1500 проектов. По состоянию на 2011 год на средства фонд в Армении и НКР было построено или отремонтировано 476 км дорог, 281 км водопроводов и систем водоснабжения, 144 км газопроводов, 230 школ и детских садов, 424 дома и квартиры, 40 медицинских учреждении, 24 спортивных и культурных центра, общая стоимость оказанной помощи составила 215,8 миллионов долларов. По состоянию на 2017 год оказал помощь общей стоимостью 235 миллионов долларов. Также фонд реализует целевые программы, предлагаемые отдельными благотворителями, и оказывает помощь уязвимым слоям населения.
Фонд являлся фигурантом коррупционных скандалов, связанных с растратой средств несколькими руководителями фонда и финансирования им постройки курорта для виндсёрфинга, принадлежащего жене президента Армении Роберта Кочаряна.

## Исполнительные директора
- 1992—1998: Манушак Петросян
- 1998—1998: Раффи Ованнисян
- 1998—2003: Ваан Тер-Гевондян
- 2003—2007: Наира Мелкумян
- 2007—2008: Ваге Агабекян[англ.]
- 2008—2018: Ара Варданян[англ.]
- 2018—н. в.: Айкак Аршамян[арм.]